# Bulbophyllum versteegii
Bulbophyllum versteegii är en orkidéart som beskrevs av Johannes Jacobus Smith. Bulbophyllum versteegii ingår i släktet Bulbophyllum och familjen orkidéer. Inga underarter finns listade i Catalogue of Life.